# Octomarginula arabica
Octomarginula arabica là một loài ốc biển, là động vật thân mềm chân bụng sống ở biển thuộc họ Fissurellidae.